# Rudolf Jakob Camerer
Rudolf Jakob Camerer (znan tudi kot Camerarius), nemški botanik in zdravnik, * 12. februar 1665, Tübingen, Nemčija, † 11. september 1721.

## Življenje in delo
Svoj študij je Camerer začel na Univerzi v rodnem Tübingenu in ga nadaljeval na Nizozemskem, v Angliji in Franciji. Po vrnitvi v rojstni kraj je leta 1688 postal direktor Botaničnega vrta kjer je pričel s svojimi raziskavami pri razmnoževanju rastlin. Prag svoje univerze je znova prestopil v letu 1689, ko je postal profesor na fakulteti za fiziko ter leta 1695 izredni profesor na fakulteti za medicino.
S svojimi raziskavami razmnoževanja rastlin je dokazal obstoj spolnega razmnoževanja tudi pri rastlinah. Leta 1694 je izdal svojo knjigo z naslovom O spolnem življenju rastlin (De sexu plantarum epistola). V njej je prvič predstavil moške in ženske spolne organe ter način oplojevanja rastlin.